# Chinalphos
Chinalphos ist eine chemische Verbindung aus der Gruppe der Organophosphate und Thiophosphorsäureester und ein 1969 eingeführtes Insektizid der Bayer AG (jetzt Bayer CropScience).

## Gewinnung und Darstellung
Chinalphos kann durch Reaktion von o-Phenylendiamin mit Dichloressigsäure sowie anschließend mit DEPCT gewonnen werden.

## Eigenschaften
Chinalphos ist ein brennbarer farbloser Feststoff, der praktisch unlöslich in Wasser ist. Er hydrolysiert leicht, außer bei leicht basischen Bedingungen.

## Verwendung
Chinalphos wird als Insektizid bei einer Reihe von Nutzpflanzen gegen beißende und saugende Schädlinge verwendet. Die Methyl-Form (Chinalphos-Methyl, CAS-Nummer: 13593-08-3) wird ebenfalls als Pestizid eingesetzt.

## Zulassung
In der Europäischen Union ist Chinalphos nicht in der Liste der zulässigen Pflanzenschutzmittel-Wirkstoffe enthalten.
In Deutschland, Österreich und der Schweiz sind keine Pflanzenschutzmittel mit diesem Wirkstoff zugelassen. Das Europäische Arzneibuch legt als Grenzwert für Chinalphos-Rückstände in pflanzlichen Drogen 0,05 mg·kg−1 fest.